# Districte de Dungarpur
El districte de Dungarpur és una divisió administrativa del Rajasthan amb capital a Dungarpur (ciutat). La superfície és de 3.770 km² i la població d'1.107.037 habitants (2001). Rius principals són el Mahi i el seu afluent el Som.

## Història
Vegeu Dungarpur